# Mannlicher M1903
Mannlicher M1903 (M1896/03) — австрійський самозарядний пістолет часів Першої світової війни, розроблений зброярем Фердинандом Манліхером. Модифікація пістолета Mannlicher M1896, зовні нагадує німецький Mauser C96, завдяки чому отримав прізвисько «австрійський Маузер». Перший пістолет Манліхера, який вийшов у продаж.

## Розробка і вдосконалення конструкції
У 1897 році на військових випробуваннях у Швейцарії Фердинанд Манліхер представляє пістолет M1896(III), який був розвитком конструкції M1896(II) з постійним магазином. M1896(III), відрізнявся від попередньої модифікації перш за все тим, що мав знімний 6-набійний магазин. Далі ця модифікація постійно вдосконалювалася і допрацьовувалась вже під назвою M1897/01 аж до 1903 року, коли, власне, і вийшла у продаж під найменуваннями M1896/03, M1897/03 та M1903. Після того, як у Швейцарії рішення прийняття пістолета на озброєння було відхилене, конструктор представив його у Австрії, перенісши виробництво на підприємство Штайр (Österreichischen Waffenfabriks-Gesellschaft). Втім, і тут M1896/03 був відкинутий, в першу чергу, через його велику вартість виготовлення. Водночас, на початку 1900-х ринок самозарядних пістолетів значно поповнився і велику конкуренцію складали дешевші у виробництві та надійніші системи.
Офіційно Mannlicher M1903 не був схвалений ніде, хоча іноді використовувався офіцерами Австро-Угорщини як особиста зброя. Порівняно з попередніми моделями він вигідно відрізнявся чудовим дизайном та складанням з високоякісних матеріалів. Однак невисока надійність, недостатньо міцна збірка для потужних набоїв 7,63×25 мм Mauser, що використовувалися у деяких його варіаціях останніх років випуску, а також значні навантаження на механізм і затримки не дозволили йому стати популярним в армії Австро-Угорщини. Тому загальна кількість виготовлених пістолетів Mannlicher M1903 була невеликою.

###### Вдосконалення модифікації M1896/03
- M1897/01(I) відрізнявся від M1896(II) знімним 6-зарядним магазином, видозміненим прицілом та рамкою, поліпшеним кріпленням ствола та ширшою рукояткою. Найпоширеніший варіант пістолета;
- M1897/01(II) мав вдосконалений ударно-спусковий механізм, систему замикання ствола та ударник;
- M1897/01(III) мав видовжений ствол, регульований приціл на 400 метрів та паз на рукоятці для кріплення кобури-прикладу. Відомий як «Selbstladepistole Karabinerpistole».

###### Варіанти модифікації M1896/03
- M1896/03 Selbstladepistole (Самозарядний пістолет);
- M1896/03 Selbstladepistole Karabinerpistole (Самозарядний пістолет-карабін);
- M1896/03 Selbstladepistole Pistolenkarabiner (Самозарядний карабін під пістолетний набій).

## Конструкція і принцип дії

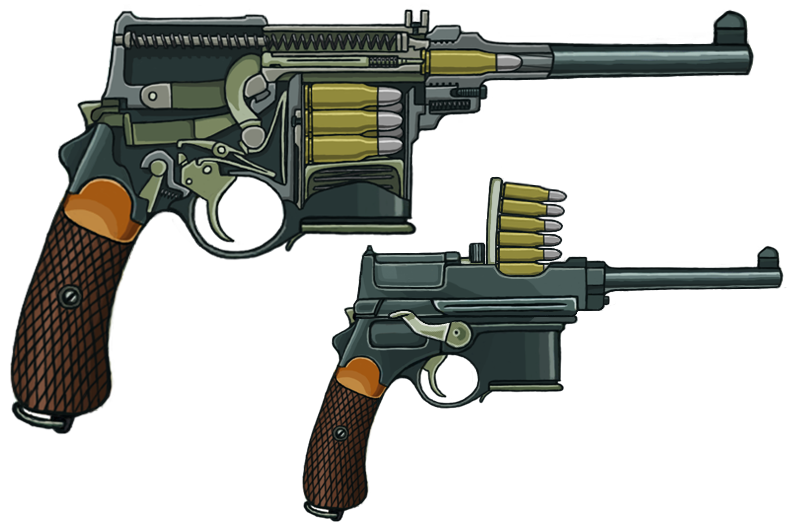
Mannlicher M1896/03 у розрізі а також заряджання зброї за допомогою обойми

Пістолет Mannlicher M1903, як і його попередник M1896 має оригінальну конструкцію: ударно-спусковий механізм одинарної дії, що зводиться автоматично або вручну за подовжений хвостовик курка, який виступає з бокової частини рамки. Винятком є деякі пістолети цієї модифікації, у яких в УСМ відсутній роз'єднувач, тому у таких зразках стрілець має зводити курок вручну перед кожним пострілом. Курок міститься всередині затворної коробки і при пострілі завдає удару в паз на затворі, в якому міститься ударник. Щоб поставити пістолет на запобіжник або зняти з нього, треба перемістити кнопку запобіжника, що розташована на тильній стороні пістолета, вверх або униз відповідно. Сам запобіжник блокує затвор і курок, надійно захищаючи від випадкового пострілу. Після відстрілу усіх набоїв, затвор заблокується у крайньому задньому положенні, повідомляючи стрільцю про потребу перезарядження зброї. Автоматика пістолета заснована на принципі віддачі ствола при його короткому ході.
Відмінною особливістю модифікації є коробчастий знімний магазин на шість набоїв, що розташовується попереду спускової скоби. Сам магазин виймається при правильному натисканні клямки, оскільки має спеціальний виріз, у який клямка входить спеціальним виступом. Тому, щоб витягти магазин, треба спочатку втиснути його у пістолет, а тоді відігнувши клямку, витягти. Зроблено це, щоб уникнути випадкової втрати зарядженого магазина. Зарядити пістолет також можна за допомогою обойми, ввівши її у приймальне вікно зверху. 
У варіації M1896/03 Selbstladepistole Karabinerpistole є можливість кріплення кобури-прикладу. Для цього її треба ввести в паз на тильній стороні рукоятки і зафіксувати за допомогою клямки. Завдяки регульованому прицілу, стрільба може вестись з відстані до 400 метрів. У пізніх варіаціях зброї могли застосовуватися точно такі ж набої, як для «Маузера», але з дещо зменшеним зарядом пороху, однак стрільба ними вважалася небезпечною, тому на практиці часто використовувалися менш потужні набої 7.8x23 Selbstladepistole.
Принцип дії механізмів пістолета майже ідентичний до модифікації М1896 з незнімним магазином.

## Розбирання зброї
Порядок неповного розбирання пістолета:
1. Вилучити магазин (для цього втиснути його у пістолет і, відігнувши клямку, витягти);
2. Зняти пістолет з запобіжника (для цього перемістити кнопку запобіжника униз);
3. Відвести затвор назад і перевірити наявність набою у патроннику;
4. За допомогою викрутки або шомполу відвести клямку за спусковою скобою та вийняти колодку ударно-спускового механізму;
5. Відділити рамку пістолета від затворної коробки;
6. Видавити шпильку, що фіксує личинку, яка хитається, разом з самою личинкою;
7. Відвести затвор назад і витягти його разом зі зворотньою пружиною і напрямною.

У такому вигляді пістолет Mannlicher M1896/03 цілком підготовлений до чищення та змащення.
Порядок збирання пістолета проводиться у зворотній послідовності.